# Aspasia Manuová
Aspasia Manuová (řecky: Ασπασία Μάνου; 4. září 1896, Tatoi – 7. srpna 1972, Ospedale Al Mare) byla řecká aristokratka, která se stala manželkou krále Alexandra I. Řeckého. Kvůli kontroverzi spojené s jejím manželstvím byla místo „královna Aspasie“ označována jako madam Manuová. Tato situace přetrvala až do 10. září 1922, kdy po smrti Alexandra a návratu krále Konstantina I. na trůn byla uznána jako princezna Aspasia Řecká a Dánská. Ona a její potomci byli jedinými etnicky řeckými členy řecké královské rodiny, která má kořeny v Dánsku.
Jako dcera plukovníka Petra Manua, pobočníka krále Konstantina I. Řeckého, a Marie Argyropuluové, potomků významných řeckých fanariotských rodin v Konstantinopoli a sedmihradských, valašských a moldavských knížat, vyrůstala v těsné blízkosti královské rodiny. Po rozvodu rodičů byla poslána studovat do Francie a Švýcarska. V roce 1915 se vrátila do Řecka, kde se setkala s princem Alexandrem. Jejich zasnoubení bylo tajné, neboť očekávali odpor královské rodiny vůči vztahu Alexandra I. s ženou, která sama nebyla členkou žádné z evropských panovnických dynastií.
Mezitím domácí situaci v Řecku zkomplikovala první světová válka. Král Konstantin I. abdikoval v roce 1917 a novým panovníkem se stal Alexandr, který, odloučen od své rodiny a podřízen vedení premiéra Eleftheria Venizela, našel útěchu v Aspasii. Přes odpor svých rodičů, kteří byli v exilu ve Švýcarsku, a venizelistů, kteří preferovali sňatek krále s britskou princeznou, se Alexandr I. rozhodl tajně si Aspasii 17. listopadu 1919 vzít. Veřejné oznámení tohoto sňatku vyvolalo obrovský skandál a Aspasia musela dočasně opustit Řecko. I přes toto dočasné odloučení se však po několika měsících znovu se svým manželem setkala a mohla se vrátit do Řecka, i když nebyla uznávána jako královna Řeků. Brzy poté otěhotněla, avšak Alexandr tragicky zemřel 25. října 1920, necelý rok po jejich tajné svatbě.
Zároveň se situace v Řecku znovu začala komplikovat. Země se nacházela uprostřed krvavého konfliktu s Osmanskou říší. Král Konstantin I. se 19. prosince 1920 vrátil na trůn, ale 27. září 1922 byl opět svržen ve prospěch korunního prince Jiřího. V této turbulentní době byla princezna Aspasia z královské rodiny odstrkována, nicméně, po narození dcery Alexandry dne 25. března 1921, začala postupně získávat uznání. Dekret vydaný jejím tchánem ji ustanovil řeckou a dánskou princeznou. Přesto zůstala její situace nejistá kvůli sporům se švagrovou Alžbětou Rumunskou a politické nestabilitě v zemi. Ona a její dcera byly jedinými členy královské rodiny, kteří směli zůstat v Řecku po vyhlášení republiky 25. března 1924. Rozhodly se usadit se ve Florencii v Itálii s královnou Sofií. Zůstaly tam až do roku 1927, poté svůj čas trávily mezi Spojeným královstvím a Benátkami.
Obnovení řecké monarchie v roce 1935 nemělo v jejím životě výrazný dopad. Až do vypuknutí italsko-řecké války v roce 1940, chráněná svým tchánem a tchyní, měla za své hlavní sídlo benátskou vilu Rajská zahrada. I po krátkém návratu do Řecka, kde pracovala pro Červený kříž, strávila druhou světovou válku v Anglii. V roce 1944 se její dcera provdala za krále Petra II. Jugoslávského, tehdy v exilu, a Aspasia se po narození korunního prince Alexandra Jugoslávského v roce 1945 stala babičkou. Po skončení války se vrátila do Benátek. Její pozdější život byl poznamenán finančními potížemi, zdravotními problémy a zejména starostmi o dceru, která bojovala s opakovanými pokusy o sebevraždu. Zemřela v roce 1972, avšak její ostatky byly přesunuty do královské nekropole v Tatoi až v roce 1993.

## Rodina

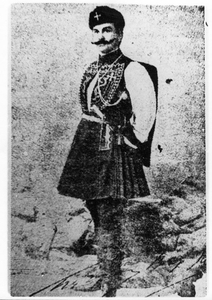
Petros Manu, Aspasiin otec

Aspasia se narodila v Tatoi v Athénách 4. září 1896 jako nejstarší dcera plukovníka v řecké armádě Petra Manua a jeho první manželky Marie Argyropuluové (1874–1930). Její rodiče byli bratrancem a sestřenicí z druhého kolene a oba byli potomky prominentních řeckých fanariotských rodin z Konstantinopole a vládnoucích sedmihradských, valašských a moldavských knížat (běžně známá jako Dunajská knížectví). Své jméno dostala podle své babičky z matčiny strany, Aspasii Anargyru Petraki, dceři Anarjirose Petrakise (1793–1876), prvního novodobého starosty Athén. Měla mladší sestru Roxani (* 28. února 1898), později provdanou za bývalého olympijského atleta, spisovatele a později průmyslníka Christose Zalokostase. Z otcova druhého manželství se Sofií Tombaziovou (* 1875), dcerou Alexandra Tombazise a jeho manželky, princezny Marie Mavrocordatové, měla nevlastní sestru Rallu (1915–1988). Rallu se stala choreografkou, moderní tanečnicí a učitelkou tance a později se provdala za významného řeckého architekta Pavla Mylonase.

## Mládí
Po rozvodu rodičů opustila Athény a svá studia dokončila ve Francii a Švýcarsku. Po návratu do Řecka v roce 1915 žila se svou matkou. Na jednom večírku pořádaném vedoucím palácové stáje, Theodorem Ypsilantisem, se setkala se svým přítelem z dětství, princem Alexandrem Řeckým. Mnoho současníků ji popisovalo jako velmi krásnou ženu, a ihned zaujala i prince. Alexandr se rozhodl, že ji chce získat pro sebe.

### Tajné zasnoubení
Zpočátku se velmi zdráhala přijmout princovo dvoření. Alexandr, proslulý svými četnými milenkami, jí připadal nedůvěryhodný, také proto, že rozdíl v jejich sociálním statutu bránil jakémukoli vážnému vztahu. Vytrvalost řeckého prince, který v létě 1915 vycestoval do Spetsesu jenom aby ji viděl, však nakonec její obavy překonala.
Byli do sebe hluboce zamilovaní, zasnoubili se, ale jejich sňatek zůstal utajen. Alexandrovi rodiče, zejména královna Sofie (narozená jako pruská princezna z rodu Hohenzollernů), velmi lpěli na společenských konvencích, takže bylo nemyslitelné, že by se jejich děti oženily s osobami, které nebyly členy evropských královských rodin.

## První světová válka a její důsledky

### Nástup na trůn Alexandra I.
Během první světové války se král Konstantin I., který převzal trůn v roce 1913 po atentátu na svého otce, krále Jiřího I., rozhodl udržovat vůči Německému císařství a ostatním mocnostem Trojspolku politiku neutrality. Řecký panovník, švagr císaře Viléma II., byl státy Dohody obviněn z toho, že je proněmecký, protože část svého vojenského výcviku strávil v Prusku. Tato situace vyústila v roztržku mezi králem a jeho premiérem Eleftheriosem Venizelosem, který byl přesvědčen o nutnosti podporovat země Trojdohody, aby se řecké menšiny v Osmanské říše a na Balkáně spojily s Řeckým královstvím. Nakonec byl král Konstantin v roce 1917 sesazen a nahrazen svým druhým synem princem Alexandrem, který byl Trojdohodou považován za poddajnějšího než jeho starší bratr korunní princ Jiří.
Dne 10. června 1917, v den svého nástupu na trůn, Alexandr I. řekl svému otci, králi Konstantinovi, o svém vztahu s Aspasií a požádal ho o povolení k sňatku. Konstantin, velmi neochotný sňatek schválit, protože ho považoval za mesaliační, požádal svého syna, aby se svatbou počkal na konec války. Jako kompromis souhlasil s tím, že půjde svému synovi za svědka. Za těchto okolností Alexandr souhlasil s odložením sňatku až do obnovení míru. O dva dny později dorazil Konstantin a jeho příbuzní do malého přístavu Oropos, odkud odcestovali do exilu. To bylo naposledy, kdy byl Alexandr v kontaktu se svou rodinou.

### Svazek považovaný za nerovný
Po odchodu své rodiny do exilu se Alexandr I. ocitl zcela izolován a pod vlivem Eleftheriose Venizelose a jeho příznivců. Všichni zaměstnanci koruny byli postupně nahrazeni lidmi s nepřátelským postojem vůči Konstantinu I. Alexandr byl nucen propustit své přátele, pokud nebyli jednoduše zatčeni. Z paláců byly odstraněny rodinné portréty a někdy ho noví ministři v jeho přítomnosti nazývali „synem zrádce“.
Mladý panovník, vězeň ve svém vlastním království, nesl odloučení od rodiny velmi špatně. Pravidelně psal dopisy svým rodičům, ale ty byly zadrženy vládou a jeho rodina je nedostala. V této obtížné situaci byla jedinou jeho útěchou Aspasia, a proto se rozhodl, že se s ní ožení, i přes doporučení svého otce a odpor předsedy vlády. Eleftherios Venizelos, přestože byl dříve přítelem Petra Manua, otce Aspasie, cítil obavu, že by sňatek s Aspasií mohl být využit ke zprostředkování kontaktu mezi Alexandrem I. a jeho rodiči. Preferoval manželství panovníka s princeznou Marií Britskou, aby byly posíleny vazby mezi Řeckem a Trojdohodou.
Vztah Alexandra I. a Aspasie však neměl jen nepřátele. Řecká královská dynastie byla skutečně německého původu a byzantské předky musela hledat až ve středověku. V tomto světle byl sňatek panovníka s Aspasií de facto procesem helénizace dynastie, což se Řekům zamlouvalo. V cizích mocnostech, zejména na britském velvyslanectví, bylo přijetí tohoto sňatku vnímáno pozitivně. Vliv Aspasie na panovníka byl rovněž vnímán jako pozitivní, neboť mu poskytovala silnou oporu, díky které byl schopen zůstat na trůnu. Oficiální návštěva prince Artura, vévody z Connaughtu a Strathearnu, v Athénách v březnu 1918 podporu sňatku ze strany Spojeného království potvrdila. Syn královny Viktorie, princ Artur, dokonce vyjádřil zájem o setkání s Aspasií a později řekl Alexandru I., že pokud by byl mladší, také by se snažil se s ní oženit.

## Skandální sňatek

### Tajná svatba

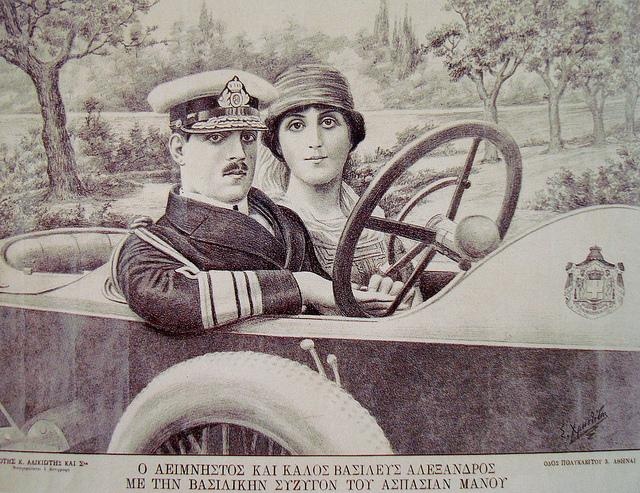
Litografie krále Alexandra I. Řeckého a Aspasie Manuové, asi 1918

Tváří v tvář naprostému odporu vlády i královské rodiny se Alexander I. a Aspasia rozhodli vzít tajně. S pomocí Aspasiina švagra, Christose Zalokostase, a po třech pokusech se páru podařilo vzít se pod vedením archimandrita Zacharistase večer 17. listopadu 1919. Po obřadu (který zahrnoval také civilní svatbu) archimandrita přísahal, že o sňatku pomlčí, ale rychle svůj slib porušil a k celé záležitosti se přiznal athénskému arcibiskupovi Meletiovi III. Díky tomuto sňatku se ona a její potomci stali jedinými etnicky řeckými členy řecké královské rodiny, která pochází z Dánska.
Podle řecké ústavy jsou členové královské rodiny povinni získat povolení k sňatku nejen od panovníka, ale také od hlavy řecké církve. Alexandr I. se s Aspasií oženil bez souhlasu arcibiskupa, čímž nedodržel zákon a vyvolal tak v zemi obrovský skandál. Ačkoli manželství mladého páru bylo po Alexandrově smrti zpětně uznáno jako legální (i když nedynastické), Aspasia nikdy neměla nárok na titul „královna Řeků“, ale byla místo toho oslovována jako „madam Manuová“.

### Nerovné manželství

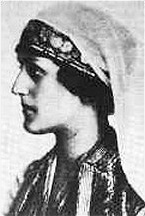
Aspasia Manuová v řeckém kroji, asi 1920

Navzdory tomu, že sňatek neschvaloval, Eleftherios Venizelos zpočátku povolil, aby se Aspasia a její matka přestěhovaly do královského paláce s podmínkou, že sňatek nebude zveřejněn. Nicméně tajemství brzy vyšlo najevo a Aspasia byla nucena opustit Řecko, aby unikla skandálu. V exilu se nejprve usadila v Římě a poté v Paříži. Alexandr I. se k ní mohl připojit ve francouzském hlavním městě o šest měsíců později. Oficiálně panovník uskutečnil státní návštěvu u hlav států spojenců shromážděných na Mírové konferenci. Ve skutečnosti byl pobyt pro pár něco jako líbánky.
Nakonec Aspasia a její manžel dostali od vlády povolení se v létě 1920 společně vrátit do Řecka. V hlavním městě Řecka žila nejprve v domě své sestry a následně v paláci Tatoi. Právě v tomto období otěhotněla, což páru udělalo velkou radost.

## Smrt Alexandra I.
Dne 2. října 1920 měl král Alexandr I. nehodu na procházce v okolí Tatoi. Makak, který patřil správci vinic paláce, napadl Fritze, panovníkova německého ovčáka, a on se pokusil obě zvířata oddělit. Při tom na něj zaútočila další opice a kousla ho hluboko do nohy a trupu. Nakonec dorazili sluhové a opice odehnali (ty byly později zahubeny) a královy rány byly okamžitě vyčištěny a obvázány, ale nebyly kauterizovány. Incident nepovažoval za vážný a požádal, aby nebyl medializován.
Ještě ten den v noci dostal Alexandr I. vysokou horečku: jeho rána byly infikovaná a brzy se vyvinula sepse. Vzhledem k rychlému vývoji jeho nemoci lékaři plánovali nohu amputovat, ale nikdo nechtěl za takový čin převzít odpovědnost. Byl sedmkrát operován a čtyři týdny se o něj starala pouze Aspasia. Mladý král měl otravu krve a hodně trpěl. Dne 19. října upadl do deliria a požádal o svou matku. Řecká vláda však odmítla povolit královně Sofii opětovný vstup do země. Ze Svatého Mořice, kam byla se zbytkem královské rodiny vyhoštěna, královna žádala řecké úřady, aby ji nechaly postarat se o jejího syna, ale Venizelos zůstal neoblomný. Konečně královna vdova Olga, vdova po Jiřím I., směla sama vycestovat do Athén za svým vnukem. Zpožděna rozbouřeným mořem však na místo dorazila dvanáct hodin po jeho smrti, 25. října 1920. Ostatní členové královské rodiny byli té noci o úmrtí informováni telegramem.
Dva dny po smrti panovníka se v metropolitní katedrále v Athénách konal jeho pohřeb. Opět byl královské rodině zamítnut vstup do Řecka; v důsledku toho byla na pohřbu kromě Aspasie přítomna pouze královna vdova Olga. Tělo Alexandra I. bylo pohřbeno na královském pohřebišti v paláci Tatoi.

## Narození Alexandry a jeho důsledky

### Království bez krále
V době smrti svého manžela, čtyři měsíce těhotná, se Aspasia stáhla do paláce Diadochos v Athénách. V Řecku měla nečekaná smrt Alexandra I. mnohem závažnější důsledky: vyvolala otázku nástupnictví a dokonce přežití monarchie. Protože se král oženil bez svolení svého otce nebo hlavy pravoslavné církve, byl sňatek technicky nezákonný, manželství bylo neplatné a dítě narozené po smrti otce bylo podle zákona nelegitimní. Aby byla monarchie udržena, musel být nalezen jiný panovník, a protože se venizelisté stále stavěli proti Konstantinovi I. a korunnímu princi Jiřímu, vláda se rozhodla nabídnout korunu dalšímu členu královské rodiny, mladému princi Pavlovi. Ten však odmítl nastoupit na trůn, který tak zůstal neobsazený.
Když se Aspasiino těhotenství chýlilo ke konci, někteří plánovali dosadit její dítě na trůn a dokonce se tvrdilo, že ona sama je zastáncem tohoto řešení. Vítězství monarchistů ve volbách 1. listopadu 1920 vše změnilo. Premiérem se stal Dimitrios Rallis a Konstantin I. se brzy vrátil na trůn.

### Postupné začlenění do královské rodiny

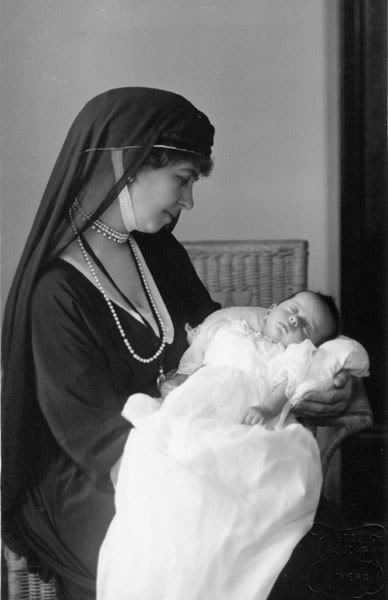
Královna Sofie Řecká se svou novorozenou vnučkou Alexandrou, duben 1921

Návrat Konstantina I. na trůn zpočátku její situaci nijak nezměnil. Část královské rodiny, zejména její švagrová princezna Alžběta Rumunská, která ji neměla ráda, ji považovala za intrikánku a podezřívala z toho, že chce na trůn dosadit své nenarozené dítě. Královská rodina se bála narození mužského potomka, což by ještě více zkomplikovalo politickou situaci v době, kdy už Řecko válčilo proti Osmanské říši. Ne všichni členové královské rodiny však tuto nedůvěru sdíleli: princezna Alice z Battenbergu, teta zesnulého Alexandra I., se rozhodla strávit Vánoce roku 1920 s Aspasií. Královna Sofie, která se dříve ostře vymezovala proti vztahu svého syna s Aspasií, se snažila se svou snachou sblížit a očekávala s ní narození svého prvního vnoučete.
Po narození Alexandry 25. března 1921 se královské rodině velmi ulevilo: podle podmínek salického práva (které v Řecku převládalo) si nemohla nárokovat korunu a bylo nepravděpodobné, že by byla zneužita k podkopání dynastie. Králi Konstantinovi I. a královně vdově Olze proto vůbec nevadilo stát se kmotry dítěte. Přesto se ani Alexandře, ani její matce nedostalo oficiálního uznání; teprve v červenci 1922 a na příkaz královny Sofie byl přijat zákon, který králi umožňoval zpětně uznávat sňatky členů královské rodiny, i když na nedynastickém základě. Díky tomu získala Alexandra oslovení královské Výsosti a titul řecké a dánské princezny. Aspasiino postavení se však zákonem nezměnilo a podle protokolu zůstala prostou občankou.
Aspasia, ponížená tímto rozdílem v zacházení, oslovila prince Kryštofa Řeckého (který se také oženil s prostou občankou) a poprosila ho, aby se za ni přimluvil. Dojatý argumenty manželky svého synovce, princ promluvil s královnou Sofií, která nakonec změnila názor. Pod tlakem své manželky vydal král Konstantin I. dekret, zveřejněný 10. září 1922, podle kterého Aspasia obdržela titul „řecká a dánská princezna“ a oslovení královské Výsosti.

## Pád monarchie a následný život

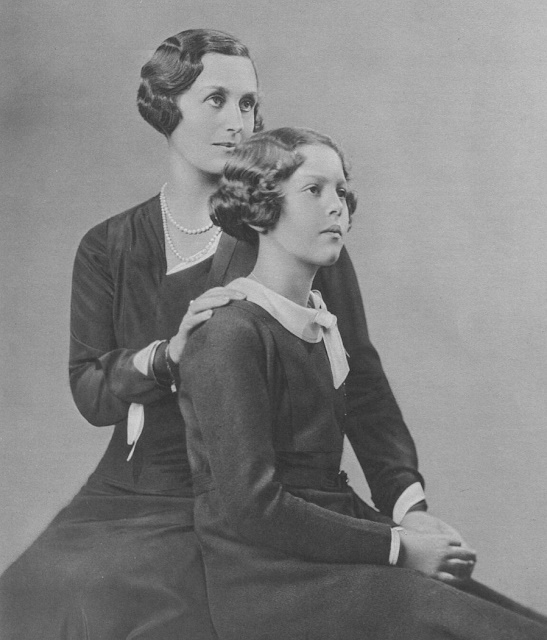
Aspasia a Alexandra

### Z Athén do Florencie
Přes tento pozitivní vývoj se situace Aspasie a její dcery nezlepšila. Řecko bylo Tureckem drtivě poraženo a státní převrat donutil Konstantina I. dne 27. září 1922 abdikovat ve prospěch korunního prince Jiřího. Neúspěšný monarchistický převrat donutil nového krále Jiřího II. a jeho rodinu v prosinci 1923 odejít do exilu. O čtyři měsíce později, 25. března 1924, byla vyhlášena druhá Helénská republika a Aspasia i Alexandra byly tehdy jedinými členy dynastie, kterým bylo dovoleno zůstat v Řecku.
Aspasia, která v té době neměla peníze, a její dcera se na začátku roku 1924 rozhodly následovat své příbuzné do exilu. Útočiště našli u královny Sofie, která se krátce po smrti svého manžela v prosinci 1923 přestěhovala do Villa Bobolina ve Fiesole u Florencie. Královna vdova, která Alexandru zbožňovala, byla ráda, i když její finanční situace byla také nejistá.

### Z Londýna do Benátek

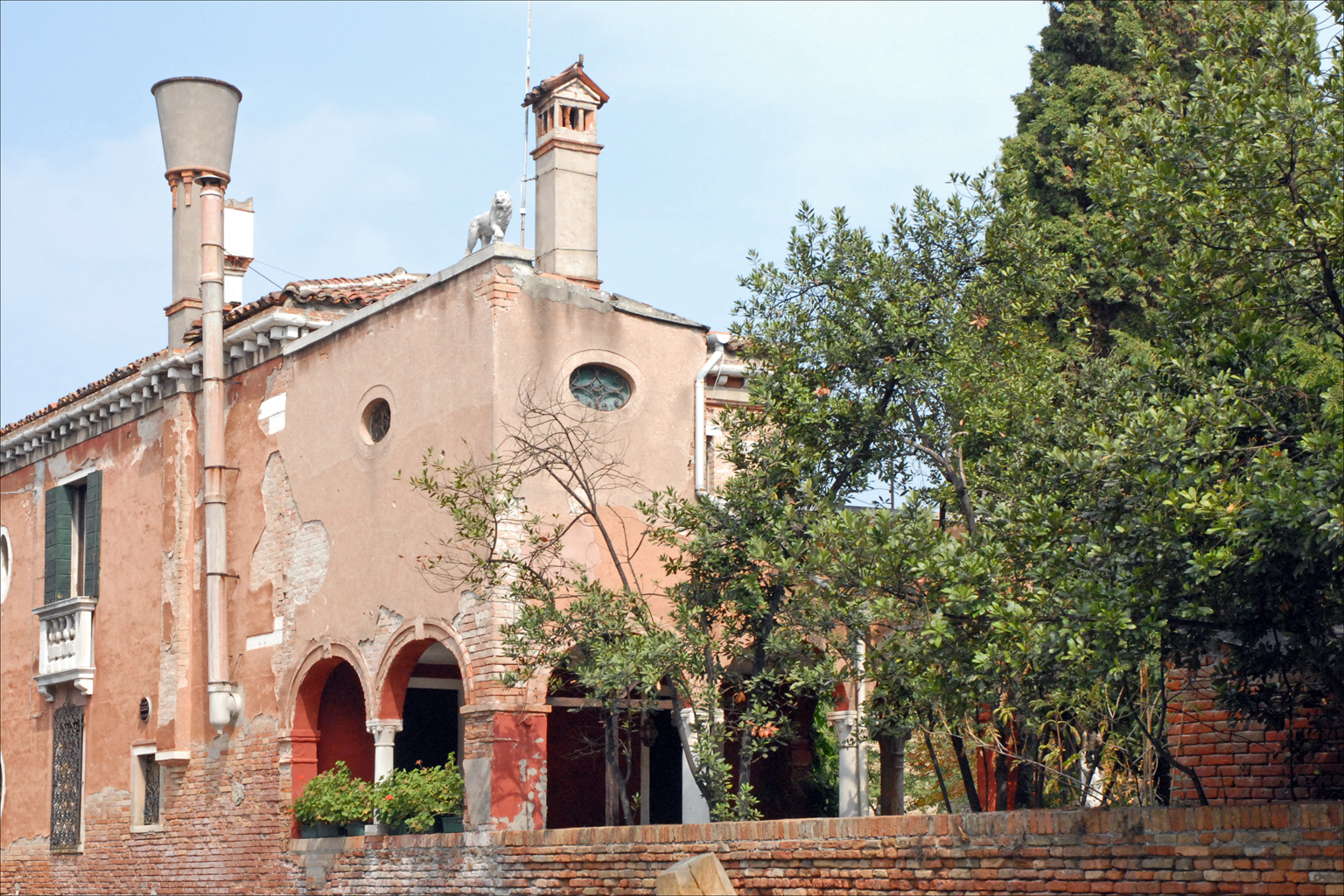
Vila Rajská zahrada v Benátkách

V roce 1927 se Aspasia a její dcera přestěhovaly do Ascotu v Berkshire ve Spojeném království. Uvítal je sir James Horlick, 4. baronet a jeho rodina, kteří jim poskytli útočiště v sídle jejich předků Cowley Manor. Se svými osobními úsporami a finanční podporou Horlicka koupila malou nemovitost na ostrově Giudecca v Benátkách. Bývalému domovu Caroline a Frederica Edenových, vile a 3,6 hektarům upraveného pozemku, který k ní přiléhá, se přezdívá Rajská zahrada, což se řeckým princeznám líbilo.

## Možné druhé manželství
Mnoho let byla vdovou. V roce 1933 byla ve vztahu se sicilským princem Starrabbou di Giardinelli, který ji požádal o ruku. Už se chystala návrh přijmout, když náhle onemocněl a zemřel na břišní tyfus.

## Odcizení od řecké královské rodiny

### Obnova monarchie a vypuknutí druhé světové války
V roce 1935 byla druhá Helénská republika zrušena a po referendu organizovaném generálem Georgiosem Kondylisem se na trůn vrátil Jiří II. Zatímco několik členů královské rodiny se rozhodlo vrátit do Řecka, Aspasia se rozhodla zůstat v Itálii, ale ve jménu své dcery si nárokovala svůj oprávněný podíl na dědictví Alexandra I. Na rozdíl od princezny Alexandry nebyla Aspasia následně pozvána na oslavy návratu ostatků krále Konstantina I., královny Sofie a královny vdovy Olgy do Řecka (1936), ani na svatbu jejího švagra korunního prince Pavla s princeznou Frederikou Hannoverskou (1938). Ještě horší je, že nedostala místo na královském hřbitově Tatoi, protože hrob jejího manžela byl umístěn vedle hrobu jeho rodičů.
Vypuknutí italsko-řecké války 28. října 1940 donutilo Aspasii a Alexandru narychlo opustit fašistickou Itálii. Usadili se se zbytkem královské rodiny v Athénách. Aspasia pomáhala Červenému kříži. Po několika měsících vítězných bojů proti italským silám však bylo Řecko napadeno armádou nacistického Německa a většina členů královské rodiny zemi 22. dubna 1941 opustila. Po krátkém pobytu na Krétě, kde přežili německý nálet, ona a její rodina odjeli do Egypta a Jihoafrické republiky.

### Usazení v Anglii a svatba Alexandry

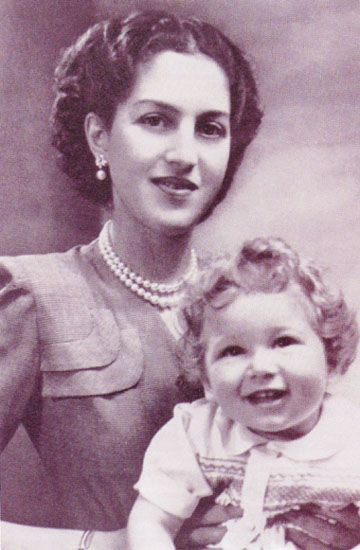
Královna Alexandra Jugoslávská se svým synem, korunním princem Alexandrem, asi 1946

Zatímco několik členů královské rodiny bylo nuceno strávit druhou světovou válku v Jihoafrické republice, Aspasia získala povolení od krále Jiřího II. Řeckého a britské vlády, aby se s dcerou přestěhovala do Spojeného království. Do Liverpoolu dorazili na podzim roku 1941 a usadili se v Mayfair v Londýně. V anglické metropoli se řecké princezny znovu zapojily do aktivit Červeného kříže. Pravidelně navštěvovaly svou příbuznou Marinu, vévodkyni z Kentu (rozená řecká a dánská princezna) a setkaly se s budoucím vévodou z Edinburghu (narozen jako princ Philip Řecký), který byl nějakou dobu považován za vhodného manžela pro Alexandru.
Alexandru však brzy zaujala jiná královská osobnost. V roce 1942 se řecká princezna na důstojnickém galavečeru v Grosvenor House setkala s králem Petrem II. Jugoslávským. Tehdy devatenáctiletý panovník žil v exilu v Londýně od invaze mocností Osy do jeho země v dubnu 1941. Rychle se do sebe zamilovali a nakonec se 20. března 1944 vzali, navzdory odporu královny matky Marie Jugoslávské (rozené princezny Marie Rumunské). Obřad byl velmi skromný kvůli finančním potížím souvisejícím s válkou, ale Aspasia, která vždy chtěla, aby se její dcera dobře provdala, byla potěšena.
Krátce po skončení války, 17. července 1945, porodila královna Alexandra v apartmá 212 hotelu Claridge's v Brook Street v Londýně své jediné dítě, korunního prince Alexandra Jugoslávského. Po narození následníka trůnu však rychle následovalo sesazení dynastie Karađorđevićů a vyhlášení Socialistické federativní republiky Jugoslávie maršálem Titem dne 29. listopadu 1945.

## Pozdější život

### Návrat do Benátek a finanční potíže

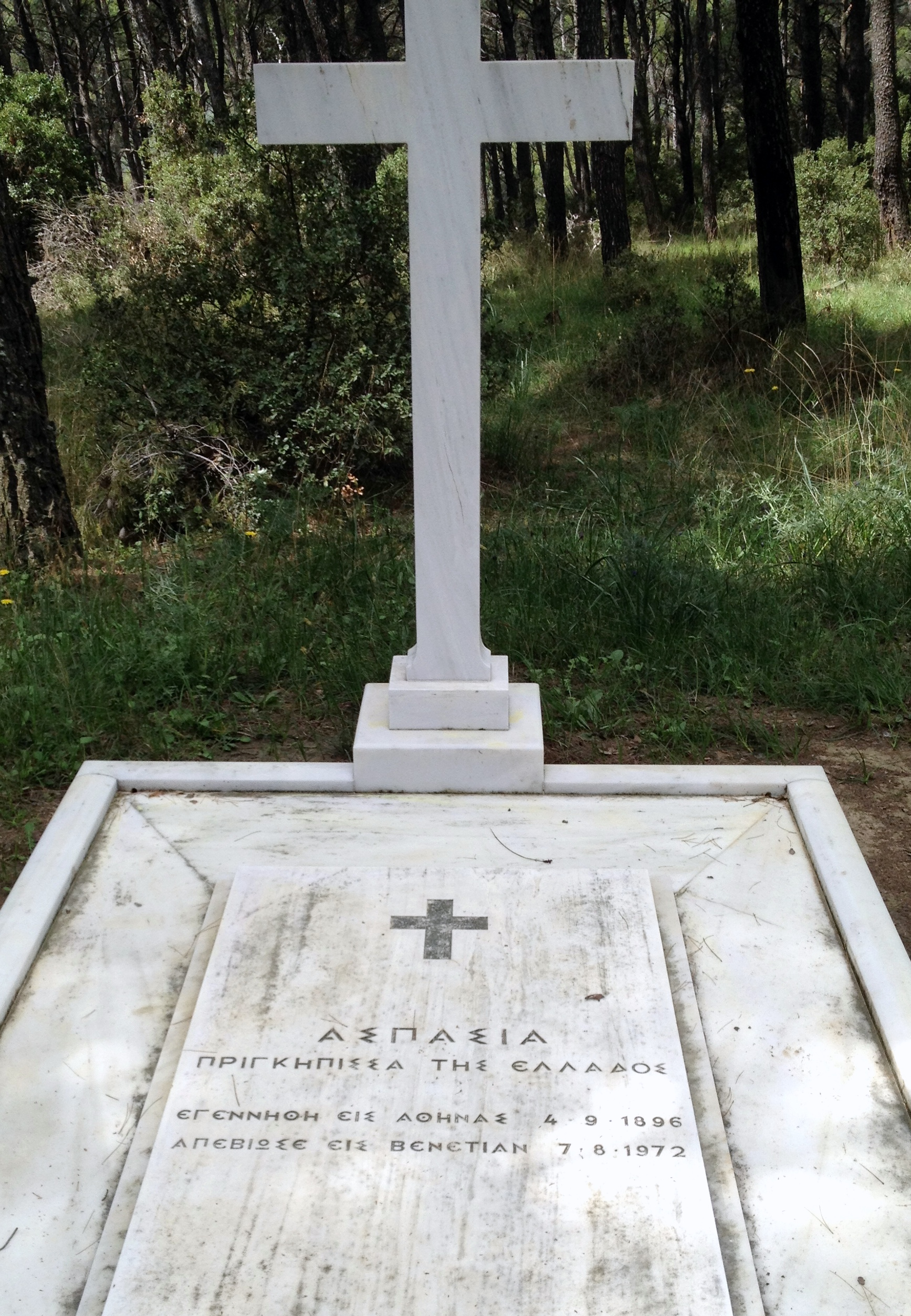
Hrob Aspasie Manuové v Tatoi

Po skončení druhé světové války se rozhodla vrátit se do Benátek. Její dům byl částečně zničený a ona zahájila rekonstrukci. I přes nedostatek finančních prostředků a obavy o situaci své dcery (která jí v jednu chvíli udělila poručnictví jejího vnuka korunního prince Alexandra) vedla poklidný život přerušovaný jen několika veřejnými vystoupeními. V průběhu let se její finanční situace ještě více zhoršila a v zimě 1959–1960 již princezna nebyla schopna platit účty za topení. Dočasně opustila Rajskou zahradu a ubytovala se v hotelech Europa a Britannia v Benátkách. Krátce poté byla nucena prodat nějaký nábytek a další cennosti, aby splatila své dluhy.

### Alexandřiny deprese a zdravotní problémy
Bývalý král Petr II. Jugoslávský, demoralizovaný exilem a finančními potížemi, se stal alkoholikem a měl milenky. Alexandra, vyčerpaná chováním svého manžela, do kterého byla stále zamilovaná, se začala chovat tak, že ohrožovala své zdraví. Byla pravděpodobně náchylná k anorexii. Bývalá královna v roce 1950 podnikla během návštěvy své matky první pokus o sebevraždu. Po několika letech žití mezi Itálií, Spojenými státy americkými a Francií se Alexandra po smrti Petra II. v roce 1970 natrvalo přestěhovala do Rajské zahrady.

### Aspasiino zdraví a smrt
Aspasiino zdraví se v průběhu let postupně zhoršovalo. Vážně nemocná se 1. července 1972 nemohla zúčastnit svatby svého vnuka s princeznou Marií da Gloria Orleánsko-Braganzskou. O měsíc později, 7. srpna 1972, zemřela v Ospedale al Mare v Benátkách. V té době bylo Řecko ovládáno vojenskou juntou, a tak se Alexandra rozhodla pohřbít svou matku v pravoslavné části hřbitova na ostrově San Michele poblíž Benátek. Teprve po smrti Alexandry, v lednu 1993, byly ostatky Aspasie a její dcery na žádost korunního prince Alexandra Jugoslávského převezeny na pozemek královského hřbitova v parku Tatoi poblíž Dekeleie.

## Vývod z předků
|                 |                         |  |                    |                                                 |  |  |  |  |  |  |  | Boyar Dimitrie Manu, Postelnic of Valachia, Csaimacam of Moldavia |
|                 |                         |  |                    |                                                 |  |  |  |  |  |  |  |                                                                   |
|                 | Konstantinos Manos      |  |                    |                                                 |  |  |  |  |  |  |  |                                                                   |
|                 |                         |  |                    |                                                 |  |  |  |  |  |  |  |                                                                   |
|                 |                         |  |                    | princess Marioara Karatzaina, beizadi, domnitza |  |  |  |  |  |  |  |                                                                   |
|                 |                         |  |                    |                                                 |  |  |  |  |  |  |  |                                                                   |
|                 | Thrasyvoulos Manos      |  |                    |                                                 |  |  |  |  |  |  |  |                                                                   |
|                 |                         |  |                    |                                                 |  |  |  |  |  |  |  |                                                                   |
|                 |                         |  |                    | Ιάκωβος Αργυρόπουλος                            |  |  |  |  |  |  |  |                                                                   |
|                 |                         |  |                    |                                                 |  |  |  |  |  |  |  |                                                                   |
|                 | Sevasteia Argyropoulou  |  |                    |                                                 |  |  |  |  |  |  |  |                                                                   |
|                 |                         |  |                    |                                                 |  |  |  |  |  |  |  |                                                                   |
|                 |                         |  |                    | Marioara Soutzos                                |  |  |  |  |  |  |  |                                                                   |
|                 |                         |  |                    |                                                 |  |  |  |  |  |  |  |                                                                   |
|                 | Petros Manu             |  |                    |                                                 |  |  |  |  |  |  |  |                                                                   |
|                 |                         |  |                    |                                                 |  |  |  |  |  |  |  |                                                                   |
|                 |                         |  |                    | Kyriakoulis Mavromichalis                       |  |  |  |  |  |  |  |                                                                   |
|                 |                         |  |                    |                                                 |  |  |  |  |  |  |  |                                                                   |
|                 | Petros K. Mavromichalis |  |                    |                                                 |  |  |  |  |  |  |  |                                                                   |
|                 |                         |  |                    |                                                 |  |  |  |  |  |  |  |                                                                   |
|                 |                         |  |                    | NN Benaki                                       |  |  |  |  |  |  |  |                                                                   |
|                 |                         |  |                    |                                                 |  |  |  |  |  |  |  |                                                                   |
|                 | Roxani Mavromichali     |  |                    |                                                 |  |  |  |  |  |  |  |                                                                   |
|                 |                         |  |                    |                                                 |  |  |  |  |  |  |  |                                                                   |
|                 |                         |  |                    | Constantin Sutzu                                |  |  |  |  |  |  |  |                                                                   |
|                 |                         |  |                    |                                                 |  |  |  |  |  |  |  |                                                                   |
|                 | Evfrosini Soutsou       |  |                    |                                                 |  |  |  |  |  |  |  |                                                                   |
|                 |                         |  |                    |                                                 |  |  |  |  |  |  |  |                                                                   |
|                 |                         |  |                    | Ruxandra Racovitza                              |  |  |  |  |  |  |  |                                                                   |
|                 |                         |  |                    |                                                 |  |  |  |  |  |  |  |                                                                   |
| Aspasia Manuová |                         |  |                    |                                                 |  |  |  |  |  |  |  |                                                                   |
|                 |                         |  |                    |                                                 |  |  |  |  |  |  |  |                                                                   |
|                 |                         |  | Thrasyvoulos Manos |                                                 |  |  |  |  |  |  |  |                                                                   |
|                 |                         |  |                    |                                                 |  |  |  |  |  |  |  |                                                                   |
|                 | Petros Manu             |  |                    |                                                 |  |  |  |  |  |  |  |                                                                   |
|                 |                         |  |                    |                                                 |  |  |  |  |  |  |  |                                                                   |
|                 |                         |  |                    | Roxani Mavromichali                             |  |  |  |  |  |  |  |                                                                   |
|                 |                         |  |                    |                                                 |  |  |  |  |  |  |  |                                                                   |
|                 |                         |  |                    |                                                 |  |  |  |  |  |  |  |                                                                   |
|                 |                         |  |                    |                                                 |  |  |  |  |  |  |  |                                                                   |
|                 |                         |  |                    |                                                 |  |  |  |  |  |  |  |                                                                   |
|                 |                         |  |                    |                                                 |  |  |  |  |  |  |  |                                                                   |
|                 | Maria Argyropuluová     |  |                    |                                                 |  |  |  |  |  |  |  |                                                                   |
|                 |                         |  |                    |                                                 |  |  |  |  |  |  |  |                                                                   |
|                 |                         |  |                    |                                                 |  |  |  |  |  |  |  |                                                                   |
|                 |                         |  |                    |                                                 |  |  |  |  |  |  |  |                                                                   |
|                 | Maria Argyropuluová     |  |                    |                                                 |  |  |  |  |  |  |  |                                                                   |
|                 |                         |  |                    |                                                 |  |  |  |  |  |  |  |                                                                   |
|                 |                         |  |                    | Thrasyvoulos Manos                              |  |  |  |  |  |  |  |                                                                   |
|                 |                         |  |                    |                                                 |  |  |  |  |  |  |  |                                                                   |
|                 | Petros Manu             |  |                    |                                                 |  |  |  |  |  |  |  |                                                                   |
|                 |                         |  |                    |                                                 |  |  |  |  |  |  |  |                                                                   |
|                 |                         |  |                    | Roxani Mavromichali                             |  |  |  |  |  |  |  |                                                                   |
|                 |                         |  |                    |                                                 |  |  |  |  |  |  |  |                                                                   |
|                 |                         |  |                    |                                                 |  |  |  |  |  |  |  |                                                                   |
|                 |                         |  |                    |                                                 |  |  |  |  |  |  |  |                                                                   |
|                 |                         |  |                    |                                                 |  |  |  |  |  |  |  |                                                                   |
|                 |                         |  |                    |                                                 |  |  |  |  |  |  |  |                                                                   |
|                 | Maria Argyropuluová     |  |                    |                                                 |  |  |  |  |  |  |  |                                                                   |
|                 |                         |  |                    |                                                 |  |  |  |  |  |  |  |                                                                   |
|                 |                         |  |                    |                                                 |  |  |  |  |  |  |  |                                                                   |
|                 |                         |  |                    |                                                 |  |  |  |  |  |  |  |                                                                   |